# Мавзолей Шакир-ага
Мавзолей Шакир-ага (азерб. Şakir ağa türbəsi) — памятник архитектуры XV века в посёлке Балаханы города Баку. Постановлением Кабинета министров Азербайджанской Республики № 132 от 2 августа 2001 года мавзолей включён в список недвижимых памятников истории и культуры местного значения.

## История
Мавзолей Шакир-ага, находящийся на Балаханинском кладбище, был построен в 1427–1428 годах и расположен в шести метрах от мечети Гаджи Шахлы, построенной в 1385–1386 годах. Информации об этом памятнике немного.
В китабе над арочным входом в мавзолей на арабском языке отмечено, что построить его приказал Мирирахур Шакир-ага ибн Муртаза в 831 году по хиджре (1427/28).
Согласно другому источнику, Мавзолей Шакир-ага был воздвигнут визирем Ширваншаха Ибрагима в честь своего сына в 1427 году.

## Архитектурные особенности
Мавзолей в плане крестообразный. На Абшероне есть несколько памятников, имеющих крестообразную форму во внутренней структуре. Однако второго такого памятника, как мавзолей Шакир-ага, крестообразного как по внутренней, так и по внешней структуре, в Азербайджане нет.
Входная дверь с характерной рамкой в северной части мавзолея подчёркивается сильно выдвинутым порталом. Во внутренней части портала размещены восьмиугольные
призматические ниши, которые с обеих сторон дополнены стрельчатым сводом. Внутри мавзолея также расположено 8 прямоугольных ниш из прямоугольников разного размера.
Вход представляет собой дверь, завершённую стрельчатой аркой. Арка вытесана из цельного камня. Поверхность камня украшена растительным орнаментом. Ещё один камень с двумя строками эпиграфического письма помещён над входной аркой. Вход и надпись на нём обрамлены крупными каменными блоками.

## Геноцид 1918 года
В марте 1918 года жители ряда бакинских сёл, а также крупные промышленники, владельцы нефтяных месторождений и представители интеллигенции из Балаханы стали жертвами зверств армянских вооружённых банд. Часть из них была расстреляна у стен мавзолея Шакир-ага. Следы пуль до сих пор сохранились на стенах мавзолея.